# 陳茂榜
陳茂榜（1914年4月19日—1991年6月30日），生於日治台灣臺北州海山郡土城庄（今新北市土城區），企業家，為聲寶集團創辦人。

## 生平

### 家世
出身貧寒，其父為木工，家中有八個子女，陳茂榜為長子，其弟陳茂標、陳茂海。自幼在家中幫忙家計，在公學校畢業後，至台北市區書店文明堂工作。文明堂店主為日本人，為當時全台灣第二大書店，除了販售書籍雜誌外，也販售收音機、留聲機等家電產品，陳茂榜居住在店主家中，在送貨之餘，經店主鼓勵，自行閱讀店中書籍來增進知識。

### 創業
1936年，在文明堂工作八年後，他決定離開，在台北市區創立東正堂電器行，販售家電產品，主要為收音機與留聲機。陳茂榜為了促銷留聲機，經常參加迪化街富商自行舉辦的西洋古典音樂欣賞會，自學西洋古典音樂知識，之後也自行舉辦唱片欣賞會。在太平洋戰爭爆發後，為躲避美軍轟炸，他將店內存貨搬回土城，縮小在台北市的店面規模。在第二次世界大戰結束後，國民政府來到台灣，陳茂榜將店面搬至台北市長安西路一帶，業務轉變為以電器工程為主，出售無線電等電器零件，原本由日本進貨，改成由中國上海、廣東及香港進貨。他與香港商人李達三合作，在台北市創立台北東大行，專門從事電器原材進口業務，之後創立東興電器公司，由專門進口，改為部份在本地製造。在公司狀況變好後，陳茂榜當選電器同業工會常務理事，也參選了市議員及省議員，順利當選。1960年，在省議員任期結束後，決定結束政治活動，將心力放在東興電器公司。在獲得日本夏普（SHARP）、新力公司技術支援後，東興電器開始生產真空管收音機，此外，也取得日本電氣公司及東芝公司的銷售代理權，引進日本家電產品。
1962年，陳茂榜將事業分為兩個主線，一邊為東興公司，另一邊為新力與新格公司，各自擁有不同代理權，也進行代工製造。1964年，東興公司與東正電器廠合併，改名為聲寶電器公司。1970年，聲寶公司股票上市。

### 慈善
在企業經營外，陳茂榜也關心社會公益，於1969年成立聲寶公司文教基金會，設立獎學金，鼓勵年青學生求學。

## 家庭及私人生活
陳茂榜元配張糖早逝，續弦妻子陳張秀菊育有四子二女，長子陳盛沺。
在文明堂工作期間，受店長家庭影響，陳茂榜成為佛教徒。